# Вольтурара-Аппула
Вольтурара-Аппула (італ. Volturara Appula) — муніципалітет в Італії, у регіоні Апулія,  провінція Фоджа.
Вольтурара-Аппула розташована на відстані близько 220 км на схід від Рима, 160 км на захід від Барі, 45 км на захід від Фоджі.
Населення — 454 особи (2014).
Щорічний фестиваль відбувається 18 жовтня. Покровитель — San Luca.

## Демографія
Населення за роками:

Станом на 1 січня 2023 року в муніципалітеті офіційно проживали 33 іноземці з 11 країн, серед них 21 громадянин країн Євросоюзу та 1 громадянин України.

## Сусідні муніципалітети
- Альберона
- Челенца-Вальфорторе
- Мотта-Монтекорвіно
- Сан-Бартоломео-ін-Гальдо
- Сан-Марко-ла-Катола
- Вольтурино